# Marian Czarkowski
Marian Czarkowski (ur. 5 lipca 1952 w Gdańsku) – polski aktor teatralny, sporadycznie filmowy i telewizyjny. Absolwent Studium Wokalno-Aktorskiego w Gdyni, artysta Teatru Muzycznego w Gdyni, Teatru Dramatycznego im. Jana Kochanowskiego w Opolu, Teatru na Targówku w Warszawie oraz Teatru im. Stefana Jaracza w Olsztynie. Pracuje także jako lektor, czytał audiobooki powieści Hobbit oraz Władca Pierścieni, wydane przez Muza SA.

## Spektakle
Lista ról teatralnych Mariana Czarkowskiego

## Filmografia
- 2001: Kameleon jako sprzedawca
- 2004: Piekło niebo
- 2007: Taxi A jako pijak
- 2009: Dom nad rozlewiskiem jako Stefan Karolak
- 2011: Życie nad rozlewiskiem jako Stefan Karolak
- 2013: Papusza jako lekarz

## Inne
- 2014: Ogień (teledysk piosenki Grzegorza Markowskiego i grupy Harlem -hymn Warmia Mazury Senior Games   jako senior ze spadochronem